# Rio Seruini
Rio Seruini är ett vattendrag i Brasilien.   Det ligger i delstaten Amazonas, i den västra delen av landet, 2 200 km väster om huvudstaden Brasília.
I omgivningarna runt Rio Seruini växer i huvudsak städsegrön lövskog. Trakten runt Rio Seruini är nära nog obefolkad, med mindre än två invånare per kvadratkilometer.